# Vierge du Pardon
La  Vierge du Pardon (en italien : Madonna del Perdono) est une œuvre sculpturale attribuée à Donatello.
Elle semble provenir de l'ancienne porta Perdono du dôme de Sienne qui fut supprimée vers 1660 lors du début des travaux de la chapelle de la Madonna del Voto réalisée par Le Bernin.

## Description
Datée d'entre 1457-1459, elle est en marbre avec des incrustations de verre bleu.
Aujourd'hui, elle est conservée au Museo dell'Opera Metropolitana del Duomo de Sienne. 
L'œuvre représente, en tondo, le thème de la Vierge à l'Enfant parmi trois anges. Elle est probablement réalisée par le sculpteur directement à Sienne, où il s'était transféré déjà âgé, en 1547, pour travailler au projet jamais accompli de la porte en bronze pour le dôme.
La Vierge émerge majestueusement avec l'Enfant au bras, pendant que les anges sur le fond sont à peine perceptibles dans un très faible relief  stiacciato.
Exemplaires sont les effets d'optique typiques de l'œuvre donatellienne : Le bord supérieur du tondo présente un ornement inséré en verre comme s'il était lointain, et cet effet de tridimensionalité renforce l'illusion de quelqu'un qui entre par une porte.
Dans le musée, pour favoriser l'effet, l'œuvre est exposée inclinée.
La Madone a un visage doux et mélancolique qui, comme dans d'autres œuvres du maître (la fameuse Madonna Pazzi...), semble présager du douloureux destin du fils. La main du Jésus, demi-cachée, s'appuie sur le cou de la mère avec un grand naturel. Les anges, plus schématiques, sont probablement le travail d'assistants.

## Sources
- (it) Cet article est partiellement ou en totalité issu de l’article de Wikipédia en italien intitulé « Madonna del Perdono » (voir la liste des auteurs).